# Tadateru Ōmoto
Tadateru Ōmoto (大本 忠輝?, Ōmoto Tadateru; 6 aprile 1969) è un ex calciatore giapponese, di ruolo attaccante.

## Carriera
Conta 24 presenze e 3 reti nella prima divisione giapponese.